# Vaivara kommun
Vaivara vald är en kommun i Estland.   Den ligger i landskapet Ida-Virumaa, i den östra delen av landet, 180 km öster om huvudstaden Tallinn.
Följande samhällen finns i Vaivara vald:
- Olgina
- Sinimäe
- Vaivara